# Elisabeth Andrae
Louise Elisabeth Andrae (Leipzig, 3 de agosto de 1876-Dresde, 1945) fue una pintora alemana.

## Vida

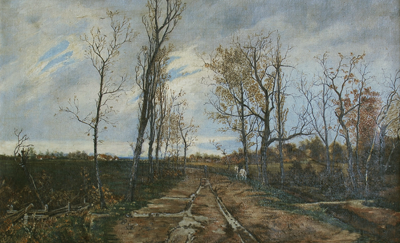
Weg in Vitte.

Nació en Leipzig; su hermano era Walter Andrae, el que fue director del Vorderasiatisches Museum Berlin que forma parte de los Museos Estatales de Berlín. Después de estudiar con Adolf Thamm en Dresde y con Hans von Volkmann en Karlsruhe, fijó su residencia en Dresde, aunque realizó estancias frecuentes en Hiddensee. Su cuadro Sonnenflecken fue elegido en 1906 para la Große Berliner Kunstausstellung. Perteneció junto a Clara Arnheim, Elisabeth Büchsel y otras artistas a los círculos Malweiber y Hiddensoer Künstlerinnenbund, que exponían normalmente en la Blaue Scheune en Vitte. También se exhibieron sus obras en la recién fundada Kunstkaten, en Dresde y en Berlín. La colección de la ciudad de Dresde adquirió su obra Neustädter Markt. Estilísticamente perteneció al modernismo alemán y al simbolismo. Fue muy conocida por sus murales de Babilonia, Aššur, Uruk o Yazılıkaya del Vorderasiatisches Museum Berlin. Falleció en Dresde en 1945.

## Enlaces
- Commons: Elisabeth Andrae
- Obras de Elisabeth Andrae en artnet

- Datos: Q1329733
- Multimedia: Elisabeth Andrae / Q1329733